# San Marzano sul Sarno
San Marzano sul Sarno es un municipio italiano situado en la provincia de Salerno, en Campania. Tiene una población estimada, a fines de julio de 2024, de 10 199 habitantes.

## Evolución demográfica
| Gráfica de evolución demográfica de San Marzano sul Sarno entre 1861 y 2024 |
|                                                                             |
| Fuente: ISTAT - Elaboración gráfica de Wikipedia                            |